# Peter Eduard Crasemann
Peter Eduard Crasemann (Amburgo, 5 marzo 1891 – Werl, 29 aprile 1950) è stato un generale tedesco della Wehrmacht durante la seconda guerra mondiale.

## Biografia
Ebbe il comando di diverse divisioni come generale di artiglieria durante la Seconda Guerra Mondiale, ricevendo la croce di cavaliere con foglie d'alloro dell'Ordine della Croce di Ferro in riconoscimento del suo valore sul campo e per i successi della sua leadership militare. Alla fine della guerra venne catturato dalle truppe inglesi nel Bacino della Ruhr e rimase nella condizione di prigioniero di guerra sino al 1947 quando venne accusato di crimini di guerra presso il tribunale militare britannico di Padova e condannato a 10 anni di carcere per complicità nelle esecuzioni di massa di 174 civili italiani a Padule di Fucecchio, presso Firenze, il 23 agosto 1944. Trascorse gli ultimi suoi anni di vita in carcere, morendo in Germania nel 1950.